# Чемпіонат Львівського окружного футбольного союзу 1920
Чемпіонат Львівського окружного футбольного союзу 1920 року (пол. Mistrzostwo Lwowskiego Związku Okręgowego Piłki Nożnej 1920) — перший чемпіонат Львівського округу з футболу, який проводив створений в цьому році Львівський окружний союз футболу (ЛОСФ, пол. Lwowski Okręgowy Związek Piłki Nożnej). Змагання проходили в двох класах: А і В. Завершити турнір не вдалося, оскільки до Львова наближалась Червона армія, тривала радянсько-польська війна.

## КЛАС «A»
Переможець Чемпіонату Львівського округу по класу А мав брати участь в Чемпіонаті Польщі, але до початку бойових дій вдалося провести тільки два матчі.
Турнірна таблиця
| М  | Команда/Місто        | 1   | 2 | 3 | 4   | І | В | Н | П | М'ячі | СМ  | О |
| -- | -------------------- | --- | - | - | --- | - | - | - | - | ----- | --- | - |
| 1. | «Поґонь» Львів       |     |   |   |     | 1 | 1 | 0 | 0 | 3 : 1 | 3   | 2 |
| 2. | «Чарні» Львів        | 1:3 |   |   | 6:0 | 2 | 1 | 0 | 1 | 7:3   | 2,3 | 2 |
| 3. | «Ревера» Станиславів |     |   |   |     | 0 | 0 | 0 | 0 | 0:0   |     | 0 |
| 4. | «Полонія» Перемишль  |     |   |   |     | 1 | 0 | 0 | 1 | 0:6   | 0   | 0 |

## КЛАС «B»
В клас «B»  було включено шість команд. Дублери львівської «Поґоні» на час припинення змагань лідирували, не втративши жодного очка.
Турнірна таблиця
| М  | Команда/Місто        | 1   | 2    | 3   | 4    | 5    | 6 | І | В | Н | П | М'ячі  | СМ   | О |
| -- | -------------------- | --- | ---- | --- | ---- | ---- | - | - | - | - | - | ------ | ---- | - |
| 1. | «Поґонь II» Львів    |     | 1:01 | 6:1 | 4:12 | 12:0 |   | 7 | 7 | 0 | 0 | 37 : 4 | 9,25 | 2 |
| 2. | «Чарні II» Львів     |     |      |     |      |      | ? |   |   |   |   |        |      |   |
| 3. | «Лехія» Львів        | 2:3 |      |     | ?    |      |   |   |   |   |   |        |      |   |
| 4. | ЖКС Львів            | 0:5 |      |     |      |      |   |   |   |   |   |        |      |   |
| 5. | Клуб спортовий Стрий | 0:6 |      |     |      |      |   |   |   |   |   |        |      |   |
| 6. | «Спарта» Львів       |     |      | ?   |      |      |   |   |   |   |   |        |      |   |

1 — матч «Поґонь II» - «Чарні II» не відбувся через неявку дублерів «Чарних». Суддя зарахував технічний результат 1:0. Оскільки клуби «Поґонь» та «Чарні» відправились в турне по Верхній Сілезії (тут в цей час проходив плебісцит, котрий мав визначити до якої країни приєднати ці землі) з метою пропаганди польського спорту і матчі в класі «А» перенесли на пізніший термін. З основною командою «Чарних» виїхала група дублерів і тому вони вважали що матчі в класі «B» також потрібно перенести на пізніший термін.
2 —  результат матчу 13 червня 1920 року «Погонь ІІ» - ЖКС в «Пам’ятній книзі «Погоні» яка вийшла в 1939 році до 35-літнього ювілею клубу, помилково вказано 5:3. (В цей день відбувався матч «Погонь» Львів – «Вісла» Краків який закінчився з результатом 5:3 ). У всіх тогочасних газетах вказано результат матчу 4:1.